# Trochosa albomarginata
Trochosa albomarginata là một loài nhện trong họ Lycosidae.
Loài này thuộc chi Trochosa. Trochosa albomarginata được Carl Friedrich Roewer miêu tả năm 1960.